# Jacques-Jean Dutry
Jacques-Jean (Jacobus Joannes) Dutry (1746 - 1825) is een Gentse architect die kastelen, landhuizen en tuinen ontwierp in de streek van Gent (Oost-Vlaanderen, België). Hij werkte in een classicistische stijl met Engelse en Franse invloed.

## Familie
Hij werd gedoopt te Gent (Sint-Baafskathedraal) op 10 september 1746, als zoon van Adrianus en Maria-Anna Fermondt. Hij trouwde te Gent (Sint-Michiel-Zuid) op 13 juli 1777 met Anna-Maria Fermondt, dochter van zijn neef, de Gentse bouwmeester Judocus Fermont en van Ludovica-Josepha Hebbelynck. Hij overleed te Gent op 16 februari 1825.

## Opleiding
Hij volgde de lessen architectuur in de Koninklijke Academie voor Schone Kunsten van Gent, waar hij op 7 juni 1767 en 13 augustus 1772, de eerste prijs behaalde van respectievelijk de tweede en de eerste klas architectuur.
Van 1789 tot 1808, was hij directeur-artist van de Koninklijke Academie voor Schone Kunsten van Gent.

## Realisaties
Hij wordt vooral geciteerd als ontwerper van het kasteel Gavergracht te Vinderhoute (1807) in opdracht van de familie van de Woestyne-Clemmen.

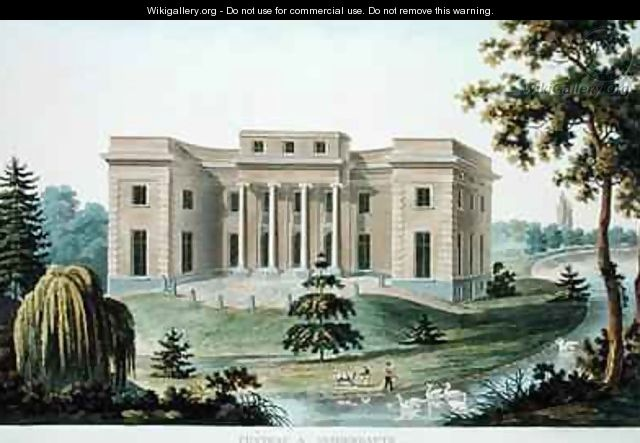
Kasteel Gavergracht te Vinderhoute uit P.-J. Goetghebuer, Choix des monumens, édifices et maisons les plus remarquables du royaume des Pays-Bas, Gand, Imprimerie de A.-B. Steven, 1827

Overige realisaties zijn onder meer:
- de pastorie (huidig gemeentehuis) van Dentergem (1784-1785)[7]
- de preekstoel van de Sint-Jacobskerk (Gent) (1786-1787), in samenwerking met de beeldhouwers Jacques Lagye en Charles van Poucke[8].
- de astronomische toren van het Kasteel van Leeuwergem (1807)[9]
- de Engelse tuin van het Kasteel van Ooidonk te Bachte-Maria-Leerne.
- de tuin van het kasteel van Wondelgem[10]
- een kasteel te Kwatrecht[11]
- een landhuis te Merelbeke.

De tekeningen vermeld in de veilingscatalogus van zijn bibliotheek en zijn collectie tonen zijn bevoegdheden aan als waterkundig ingenieur en als ontwerper van kerken voor de Sint-Pietersabdij (Gent).